# Młynki (Dęblin)
Młynki – część miasta Dęblin w województwie lubelskim, w powiecie ryckim, dawniej samodzielna miejscowość. Leży na północnym zachodzie miasta, w okolicy ul. Młynki, w pobliżu Wisły (starorzecza o nazwie Odnoga).

## Historia
Dawniej samodzielna miejscowość. Od 1867 w gminie Iwanowskie Sioło w powiecie nowoaleksandryjskim, od 1870 w nowo utworzonej gminie Irena. W okresie międzywojennym miejscowość należała dopowiatu puławskiego w woj. lubelskim. W 1921 roku liczba mieszkańców wynosiła 173. 1 września 1933 utworzono gromadę Rycice w granicach gminy Irena, składającą się ze wsi Rycice, wsi Młynki i stacji kolejowej Dęblin. 1 kwietnia 1939 Młynki wraz z cała gminą Irena przyłączono do woj. warszawskiego i powiatu garwolińskiego.
Podczas II wojny światowej Młynki włączono do Generalnego Gubernatorstwa (dystrykt lubelski, powiat puławski), nadal w gminie Irena. W 1943 roku liczba mieszkańców Dorfgemeinde Rycice (z Młynkami) wynosiła 2576.
Po wojnie Młynki powróciły do powiatu garwolińskiego w woj. warszawskim już jako samodzielna gromada, jedna z 15 gromad gminy Irena. W związku z reorganizacją administracji wiejskiej jesienią 1954, miejscowość weszła w skład nowej gromady Dęblin. 
Po pięciu tygodniach, 13 listopada 1954, gromadę Dęblin zniesiono w związku z przekształceniem jej obszaru w miasto Dęblin, przez co Młynki stały się integralną częścią Dęblina.